# Halina Iwaniec

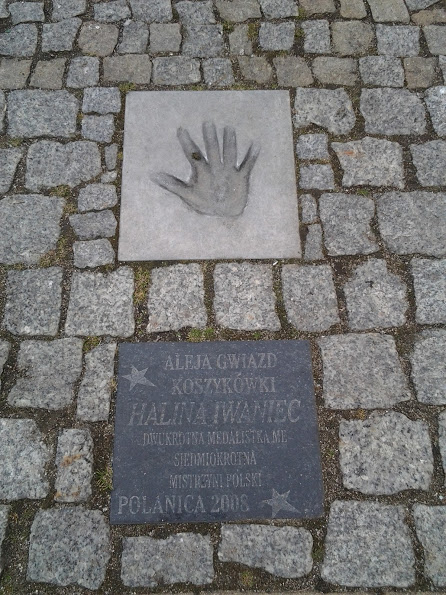
Odcisk dłoni Haliny Iwaniec w alei gwiazd koszykówki w Polanicy

Halina Iwaniec z domu Wyka (ur. 5 stycznia 1953 w Rudniku nad Sanem) – polska koszykarka grająca na pozycji rozgrywającej. Siedmiokrotna mistrzyni Polski, dwukrotna wicemistrzyni Europy.
Karierę sportową rozpoczęła w MKS Stalowa Wola, w 1972 rozpoczynając studia została zawodniczką Wisły Kraków, w której występowała do końca kariery w 1987. Z krakowskim klubem sięgnęła siedmiokrotnie po mistrzostwo Polski (1975, 1976, 1977, 1979, 1980, 1981, 1984), czterokrotnie po wicemistrzostwo (1973, 1974, 1983, 1987) i raz po brązowy medal mistrzostw Polski (1982). W sezonie 1984/1985 zakończonym mistrzostwem Polski nie wystąpiła w związku z przerwą macierzyńską.
Z reprezentacją Polski wystąpiła sześć razy na mistrzostwach Europy, dwukrotnie sięgając po wicemistrzostwo (1980, 1981), a w pozostałych startach zajmując miejsca: 9 - 1974, 6 - 1976, 5 - 1978, 7 - 1983. W 1983 wystąpiła na mistrzostwach świata, zajmując z drużyną 7. miejsce. Łącznie w biało-czerwonych barwach  rozegrała 247 spotkań. Była kapitanem zarówno drużyny Wisły jak i kadry narodowej. W Plebiscycie "Przeglądu Sportowego" na najlepszego sportowca roku 1981 zajęła 10. miejsce. Po ukończeniu kariery trenowała w klubie drużynę młodzieżową. 
Jest absolwentką Akademii Wychowania Fizycznego w Krakowie (trener II klasy). W latach 90 ukończyła także Wyższą Szkołę Policji w Szczytnie i pracowała jako policjantka w wydziale dochodzeniowym i rodzinnym.   
Jej mężem jest były koszykarz Ryszard Iwaniec.  Mają dwoje dzieci, Tomasza i Izabelę. 